# Insurrection communiste malaise
Guerre froide
L'insurrection communiste malaise (la situation étant désignée en anglais sous le nom de Malayan Emergency, État d'urgence malais), également connue sous le nom de guerre de libération nationale anti-britannique, s'est déroulée à partir de 1948 sur le territoire de l'actuelle Malaisie, encore colonie britannique. L'état d'urgence, déclaré par le gouvernement colonial britannique de la Malaisie en 1948 contre l'insurrection menée par l'Armée de libération des peuples de Malaisie du Parti communiste malais, n'a été levé que le 30 juillet 1960, par le gouvernement de la Malaisie indépendante.

### Bibliographie

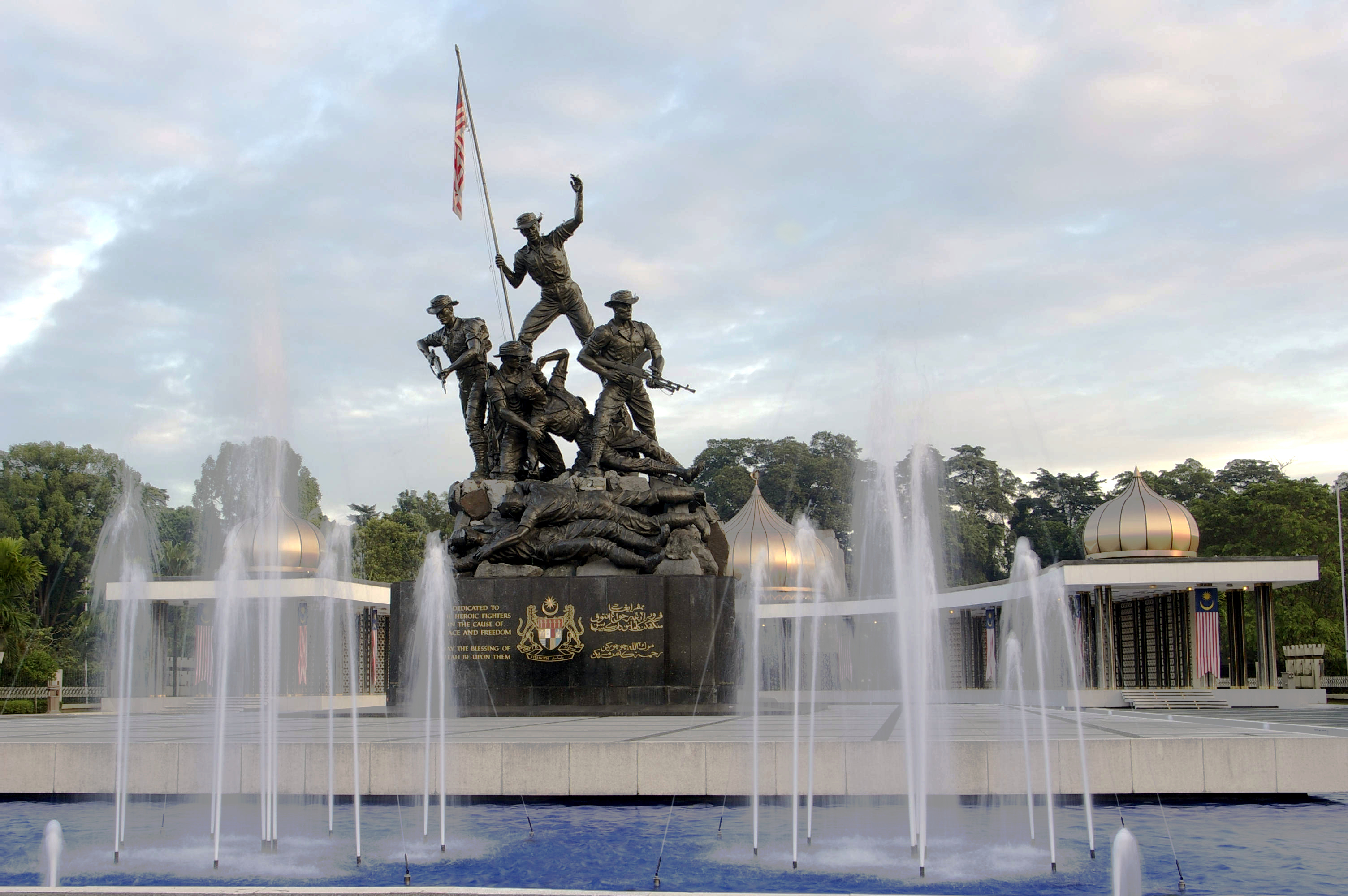
Monument commémoratif de l'insurrection.

## Contexte historique

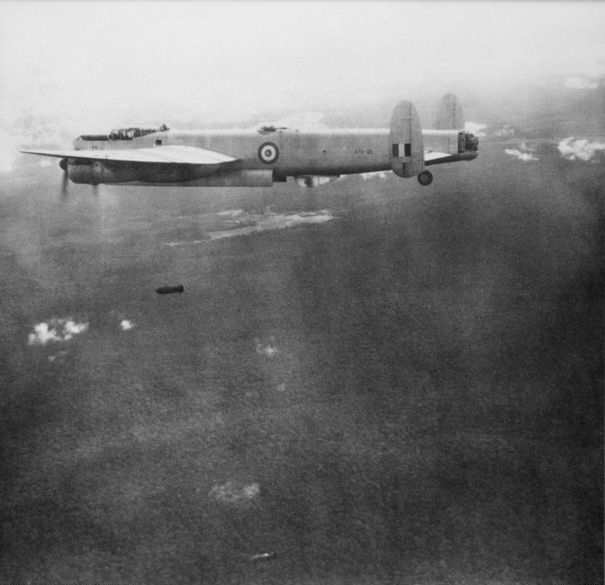
Avro Lincoln du No. 1 Squadron RAAF de la Royal Australian Air Force bombardant des positions communistes dans la jungle malaise, 1950.

Après l'invasion japonaise et la période d'occupation qui s'est ensuivie durant la Seconde Guerre mondiale, le sentiment d'indépendance est devenu de plus en plus populaire parmi la population malaisienne. En 1946, les Britanniques réunissent les États malais et les British Settlements de Malacca et Penang en une seule colonie, l'Union malaise (Malayan Union). Cette Union n'inclut donc pas Singapour, que les Britanniques avaient pourtant jusque-là considéré comme une partie de la Malaisie. On peut penser que sa population, à 80 % chinoise, refuserait la prépondérance malaise dans une telle union. Cette même année, le protectorat de Bornéo du Nord devient colonie de la Couronne. Charles Vyner Brooke, petit-neveu de James, abdique et Sarawak devient aussi colonie de la Couronne.
Devant l'opposition des nationalistes malais, l'Union est dissoute et remplacée en 1948 par une « Fédération de Malaisie » (en anglais Federation of Malaya, en malais Persekutuan Tanah Melayu), qui rétablit la position symbolique des souverains des États malais. Au sein de cette fédération, les États malais sont des protectorats du Royaume-Uni, alors que Malacca et Penang restent des colonies de la couronne. La fédération impose une citoyenneté unique, afin de s'assurer la loyauté des Chinois et d'Indiens suspectés d'un patriotisme très mesuré. Toutefois, des désastres économiques, favorisent l'émergence de mouvements communistes qui lancent une insurrection dès le 16 juillet 1948 contre le gouvernement malais.

## Déroulement et intervention britannique

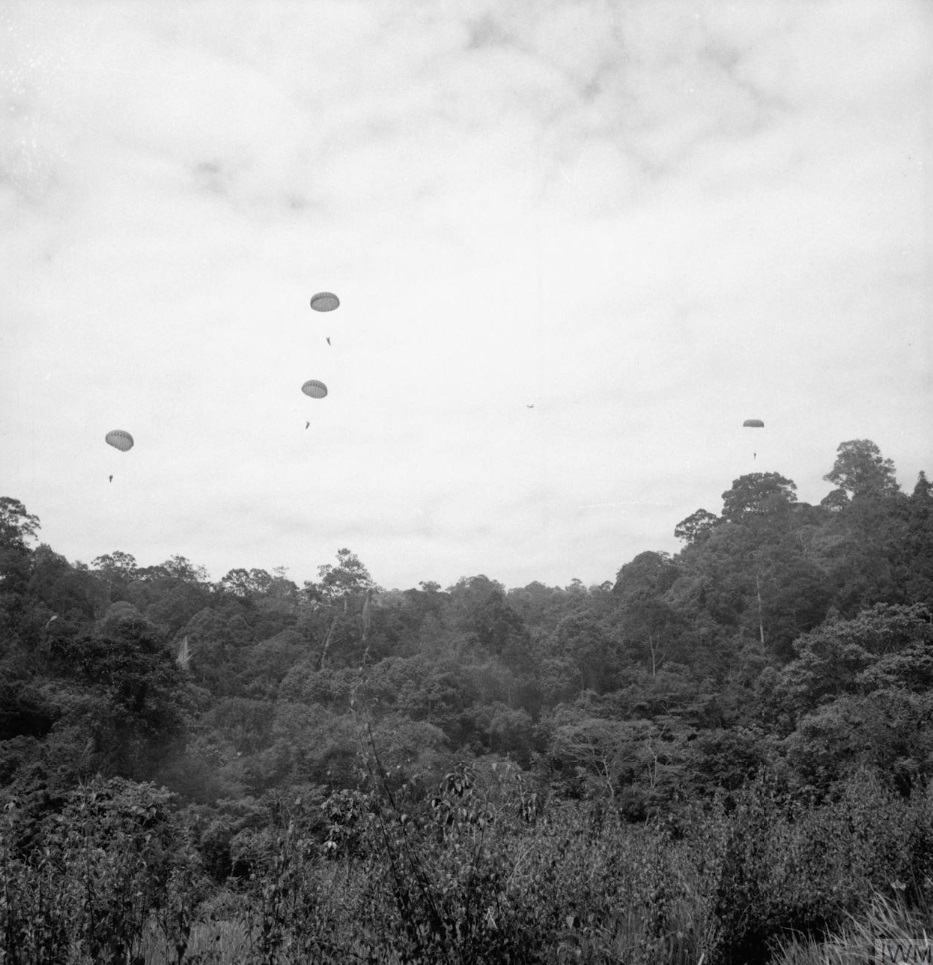
Des parachutistes du Special Air Service (SAS) du 22e Régiment descendent dans la jungle pour compléter le cordon lors d’une opération de recherche en 1953.

L'état d'urgence, déclaré en 1948, a entraîné la suppression des droits civils, l'octroi de pouvoirs spéciaux à la police, et d’autres mesures visant à la suppression de partis radicaux de gauche, en particulier le Parti communiste malais (en langue anglaise : Malayan Communist Party ou MCP). La guérilla fut un épisode du long conflit entre le MCP et le pouvoir colonial, commençant en 1945 et se poursuivant contre le gouvernement malais jusqu’à la  signature d’un traité de paix  en décembre 1989. La MNLA était la branche militaire du MCP, s’appuyant sur le Min Yuen (Organisation de masse).
Au début du conflit, les Britanniques disposaient de seulement 13 brigades d'infanterie en Malaisie, ce qui s'avérait insuffisant pour contrer les insurgés communistes. Des unités des Royal Marines et du King's African Rifles ainsi qu'une formation de Special Air Service (SAS) sont déployées en 1950.
À la fin du conflit, 40 000 soldats britanniques et du Commonwealth (Australie et Nouvelle-Zélande notamment) étaient ainsi mobilisés contre 7 000 à 8 000 guérilleros communistes. Notons l'usage du défoliant agent Orange entre 1952 et fin 1954,.
Les forces aériennes sont largement mobilisés, allant des bombardiers quadrimoteurs datant de la Seconde Guerre mondiale au début du conflit jusqu'aux avions à réaction. Ainsi de 1958 à 1960, les CAC Sabres de la 78e escadre de la RAAF, comprenant les escadrons 3 et 77, exécutèrent plusieurs sorties d'attaque au sol contre les insurgés communistes en Fédération de Malaisie.
Les pertes des forces armées britanniques se sont élevées à 1 443 tués.

## Bilan de l'insurrection

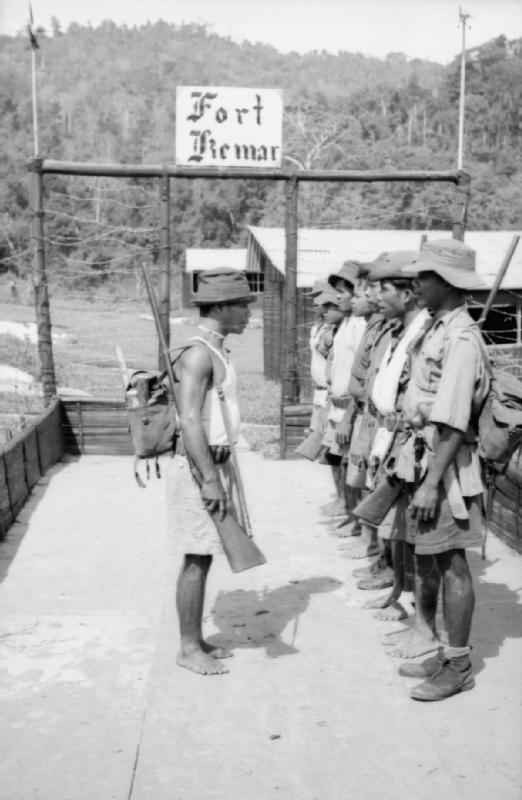
Membres de la Senoi Praaq ("hommes de guerre"), recrutés parmi les Orang Asli du groupe des Senoi et chargés de la lutte contre la guérilla communiste (photo prise en 1953).

Après plus d'une dizaine d'années de guérilla, les forces gouvernementales parviennent à mater la rébellion communiste, qui se solde par l'exil de Chin Peng (en), dirigeant du Parti communiste malais. Près de 1 400 soldats, 6 700 rebelles et 2 500 civils ont péri au total lors de l'insurrection.

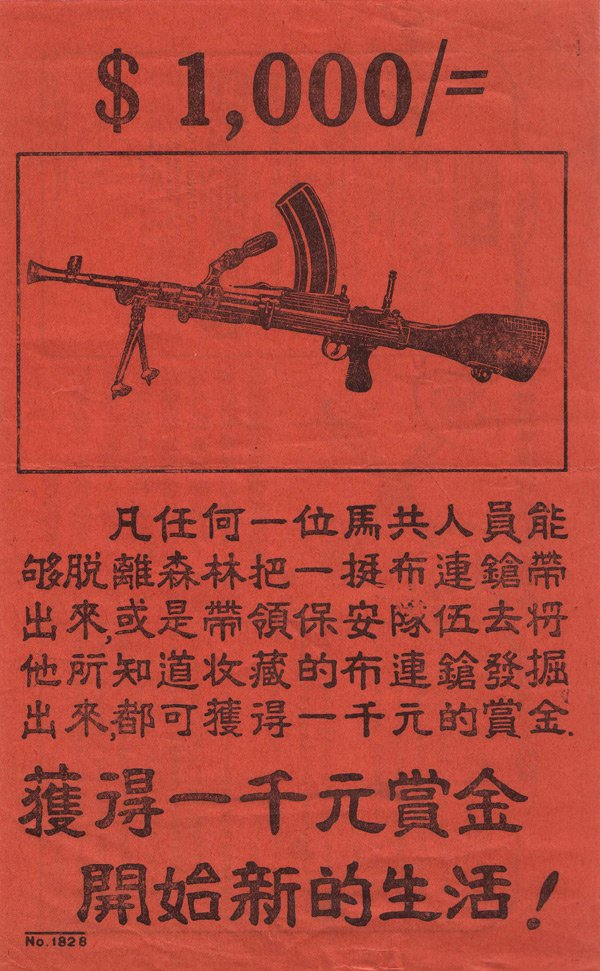
Tract largué sur les insurgés les invitant à se présenter avec un fusil-mitrailleur Bren et recevoir une récompense de 1000 $.

Gerald Walter Robert Templer, officier de l'armée britannique, contribue grandement à la répression de l'insurrection, entre 1952 et 1954 : « la jungle a été neutralisée », déclara-t-il à l'époque dans un article du Time Magazine en 1952. Templer assuma par la suite les fonctions de Chief of the Imperial General Staff — chef de l'État-major général impérial — de 1955 à 1958 et fut fait Field Marshal.

## Dans les arts et la culture populaire

### Filmographie

#### Cinéma
- 1952 : La Femme du planteur de Ken Annakin.